# Kupadelné svátky
Kupadelné svátky je označení pro slovanské oslavy letního slunovratu. Byly vázány na církevní svátek Jana Křtitele (rusky Иван Купала – Ivan Kupala), tj. na svatojánskou noc z 23. na 24. června nebo na období mezi tímto večerem a svátkem sv. Petra 29. června. Tomuto období předchází v pravoslavném prostředí letnice, během nichž se také dodržovaly další příbuzné zvyky, mezi něž patří rusalné svátky. Původ svátků a zvyků ovšem leží v období před christianizací.
Někdy je mylně Kupala či Kupalo považován za božstvo úrody, čemuž přispěla i skutečnost že takto jej vykládají některé dobové prameny jako Život sv. Vladimíra a v 17. století také Hustýnský letopis. Jako kupadla je také v české lidové kultuře označován dárek, kterým obdarovávaly dívky chlapce v předvečer svátku Jana Křtitele.
V Rusku je den nazývan různě např. Иванов день, Иванщина, Ивана Купалы nebo Купала, na Ukrajině Ніч на Купала (Nič na Kupala) nebo jednoduše Купало/Купайло (Kupalo/Kupajlo), v Bělorusku Купалле (Kupallje). V Polsku je svátek nazýván kupała či kupąła, ale také sobótka, tento název je snad odvozen od soboty, která byla v Polsku tradičním dnem nevázaného veselí a souvisí i s posvátnou slezskou horou Sobótka. Polský svátek wianki také navazuje na pohanskou tradici oslav letního slunovratu. Svátek je znám i v Bulharsku jako Ivan-den, v Srbsku jako Ivan dan a Slovinsku jako kres.

## Svátek

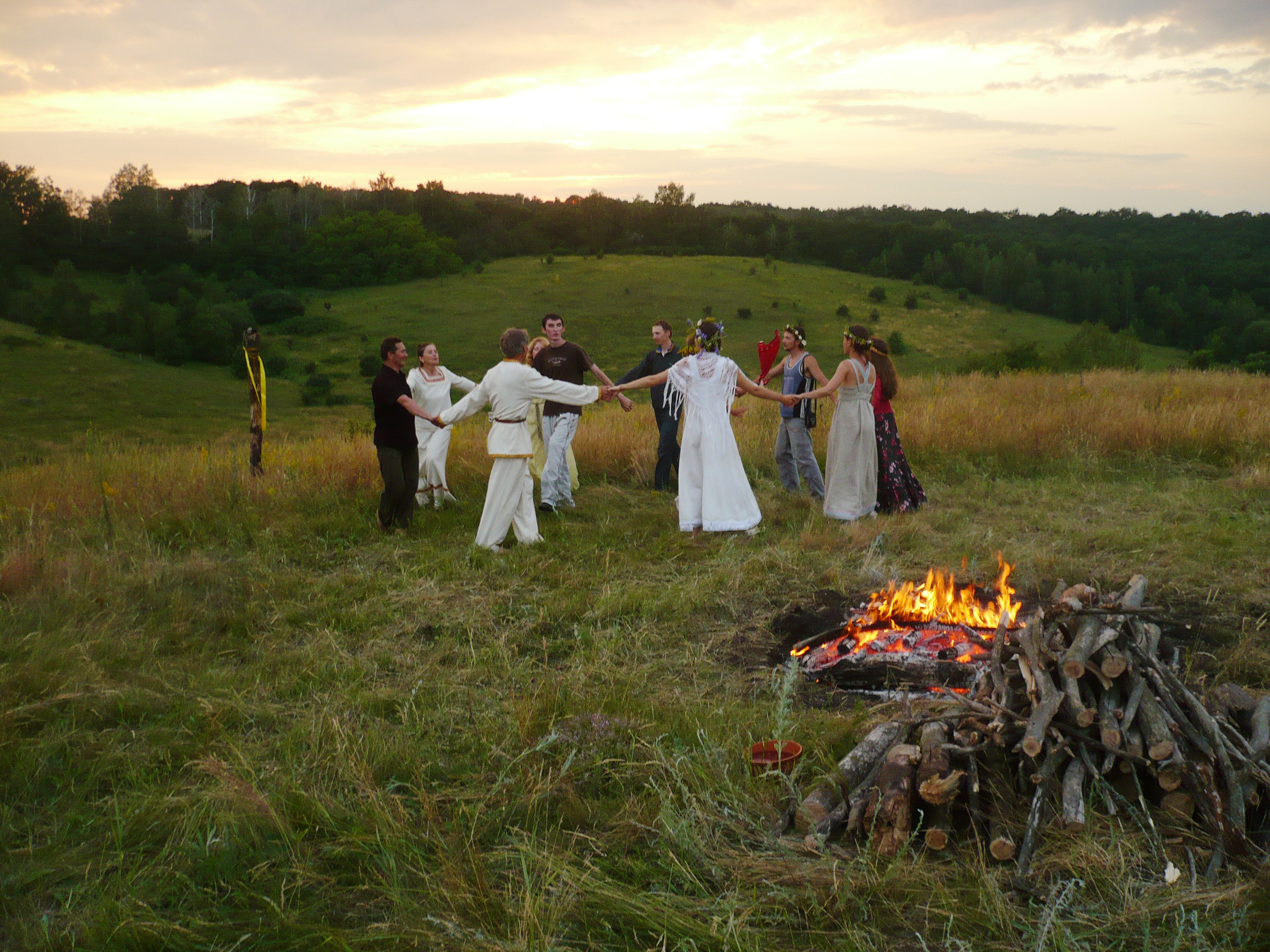
Kupadelné svátky. Bělgorodská oblast, Rusko. 2011

Smyslem svátku bylo zajištění zdárné úrody a to skrze vláhu přivolanou koupelemi, teplo přivolané ohni a plodnost přivolanou skrze sexuální nevázanost[zdroj?]. V kupadelných písních se objevuje motiv sňatku bratra a sestry – ohně a vody, dvou hlavních živlů tohoto svátku. Jeho symbolickým vyjádřením je modrožlutý květ černýše hajního. Tento motiv se objevuje i v jiných indoevropských mytologiích.
Dále byly pleteny věnce a mládež se jimi zdobila. Ty byly také, často doplněné svícemi, dívkami posílány po vodě a ty z jejich pohybu věštily své štěstí ve vztazích. Mladí muži se někdy snažili je zachytit aby na sebe upoutali pozornost dívky. Ohně mladíci a dívky přeskakovali nazí, v některých ruských oblastech až do 19. století, a stejně jako koupele to mělo zajistit rituální čistotu a zdraví.
Stejně jako při mnohých jiných slovanských svátcích letního slunovratu byly dočasně odvrženy normy věrnosti a cudnosti[zdroj?], proti čemuž horlily církevní autority až do novověku. Typickým pokrmem při této slavnosti je pražmo, hledal se bájný kapradinový květ.

## Kultovní figury
Se svátky letního slunovratu zpravidla patřilo oblékání a zdobení symbolické figury, která byla nakonec pohřbena. V některých případech nahrazoval figuru člověk. Mezi nejznámější patří východoslovanský Kupalo, Marena, Jarilo, Kostroma a bulharský German a Kalojan.
Ruské Kupaljo zpodobňovala dívka se zavázanýma očima rozdávající děvčatům, která kolem ní tančila, věnce. Čerstvé symbolizovaly šťastné manželství, zatímco uvadlé nešťastné. Poté, co byly věnce rozdány se dívky rozeběhly a ta, která byla Kupaljou chycena, nemohla doufat v brzkou svatbu. Podobné bylo běloruské Kupaljo, představované dívkou zdobenou pouze květy. Jinde dívku nahrazovala květy zdobená vrba; dívky okolo ní tancovaly a nakonec o ni svedly boj s chlapci. Ten skončil roztrháním této májky. Na Ukrajině se dělaly z proutí, slámy a rostlin dvě figury – Kupalo a Marena, okolo kterých se též tančilo, byl o ně sveden boj a nakonec byly roztrhány či vhozeny do vody. Ve východoslovanském prostředí se v tomto období objevovaly též figury Jarila a Kostromy, spojených jinak spíše s jarními svátky.
Souvislost se svátky slunovratu má i březová májka stavěná v Rusku ve čtvrtek před svatodušní nedělí (letnice probíhají v pravoslavné církvi kolem poloviny června). Májka se obleče do ženských šatů nebo se ozdobí barevnými hadříky a stuhami a po hostině je nesena k domu, kde do neděle zůstává jako host. Poté je odnesena k řece a vhozena do řeky následována věncem. Podle některých badatelů se jedná o rituál k zajištění deště.
V severním Bulharsku a části Srbska byla užívána hliněná figura Germana, Kalojana či Perperuny házená do řeky za účelem dodání dostatku vláhy polím. Perperuně blízkou figurou je Dodola, sloužící k přivolání deště a představovaná nedospělou dívkou zdobenou věnci, doprovázenou dalšími pěti stejně ustrojenými.

## Historie
Nejstarší zpráva o slovanském letním slunovratu pochází z roku 1128 a zmiňuje velký svátek Pomořanů doprovázený zpěvem a veselím. Narážkou na tyto slavnosti může být i Dívčí válka zmiňovaná Kosmou. (Váňa, 219.). Název Kupalo a další se objevují v ruských pramenech od 13. století,v bulharských od 14. století a v českých a polských od 15. století.
Někteří doboví autoři považovali mylně Kupala za božstvo. Například v Životě svatého Vladimíra se píše o bohu Kupalovi:
„...kterého měli za boha úrody a přinášeli mu bláznovská poděkování a oběti na počátku žní.“
a
„Večer se shromáždí mládenci a panny a pletou věnce z různých květů, které kladou na hlavu a kolem pasu. Zapalují oheň, vezmou se za ruce, skáčí kolem ohně a zpívají písně v nichž často vzpomínají na Kupala. A potom ohně přeskakují, onomu běsu Kupalovi obětují sami sebe a mnoho jiných běsovských výmyslů činí při oněch schůzkách, takže není slušno líčit je písmem.“
Ruský Stoglavy Sobor v polovině 16. století uvádí že se lidé na svátek Jana Křtitele scházejí k nočním zábavám
„...k běsovským písním, tancům, skákáním a jiným mrzkým věcem – a jak uplývá noc, běží s velkým křikem k řece jako zběsilí a umývají se vodou. Jakmile se vyzvání jitřní vracejí se do svých domů a padají jako mrtví od velké klopoty.“
Havel Žalanský na počátku 17. století zmiňuje:
„...tance noční provodí, pasy a věnci frejířskými a pověřečnými se šlechtí, žraní, kvasy a jiné mrzkosti plodí.“